# Roméo !
Roméo ! (Romeo!) est une série télévisée américaine-canadien en 53 épisodes de 22 minutes créée par Thomas W. Lynch et diffusée entre le 14 septembre 2003 et le 23 juillet 2006 sur Nickelodeon.
En France, la série a été diffusée sur Canal J et Nickelodeon, puis rediffusé sur Nickelodeon Teen.

## Synopsis
La série suit les aventures de Roméo Miller et de sa famille qui malgré les disputes se réunissent toujours autour d'une chose : la musique.

## Fiche technique
- Titre original : Romeo!
- Titre français : Roméo !
- Création : Thomas W. Lynch (en), Percy Miller, Fracaswell Hyman
- Production : Thomas W. Lynch, Percy Miller, Matt Dearborn
- Sociétés de production : Tom Lynch Company, P. Miller Collection
- Société de distribution : Nickelodeon
- Pays d'origine :  États-Unis /  Canada
- Langue originale : anglais
- Format : couleur — 35 mm (Fuji) — 1,33:1 — son stéréo
- Genre : sitcom
- Nombre d'épisodes : 53 (3 saisons)
- Durée : 22 minutes
- Dates de première diffusion :
  - États-Unis : 14 septembre 2003

## Distribution
- Lil' Romeo (VF : Dimitri Rougeul) : Romeo « Ro » Miller
- Master P (VF : Jérôme Rebbot) : Percy Miller
- Erica O'Keith (en) (VF : Dorothée Pousséo (saisons 1 et 2), Jessica Barrier (saison 3)) : Jodi Miller
- Noel Callahan (en) (VF : Thomas Sagols) : Louis Testaverde
- Zachary Isaiah Williams (VF : Dorothée Pousséo) : Gary Miller
- Natashia Williams (en) (VF : Odile Schmitt) : Angeline « Angie » Eckert-Miller
- Victoria Jackson (VF : Brigitte Virtudes) : Marie Rogers
- Morris Smith : Bobby Miller

## Épisodes
| Saison | Saison | Épisodes | États-Unis        | États-Unis      |
| Saison | Saison | Épisodes | Début             | Fin             |
| ------ | ------ | -------- | ----------------- | --------------- |
|        | 1      | 20       | 13 septembre 2003 | 26 juin 2004    |
|        | 2      | 20       | 28 août 2004      | 8 mai 2005      |
|        | 3      | 13       | 1er avril 2006    | 23 juillet 2006 |

### Première saison (2003-2004)
1. Les nounous attaquent (Attack of the Nannies)
2. Petit Joueur (He Got Blame)
3. Coup de cafard (Let's Make a Deal)
4. La Star (Minimum Cool)
5. La Souris (Slam Dunk)
6. Le Chef de famille (Man of the Hizzouse)
7. Quel cirque ! (Yugs, Not Thugs)
8. Président d'un jour (The Faking of the President)
9. La Nouvelle Star (Da New Hotness)
10. Un beau cadeau de Noël (A Little So'em So'em for Christmas)
11. Frère contre sœur (Playin' Favorites)
12. Petits Farceurs (The April Fools)
13. A l'eau Roméo (Water, Water, Everywhere!)
14. Mauvaise Conduite (Write Me a Hit)
15. Le Beau Parleur (Your Cheatin' Heart)
16. Roméo l'hypnotiseur (Hip-Ro-Tize)
17. Changement de carrière (Right Place/Wrong Rhyme)
18. Le Champion des dingues (Field Trippin')
19. Pris dans la toile (Oh What a Tangled Website We Weave)
20. Le Bal de fin d'année (Friends and Lovers)

### Deuxième saison (2004-2005)
1. Une bonne leçon (When the Cat's Away)
2. Question de principe (A Matter of Principal)
3. Le Grand Saut (Rules of Engagement)
4. Jeu de quilles (Pinhead)
5. La Polka ou le Rap (If I Had a Hacksaw)
6. Roméo et Juliette (Speechless in Seattle)
7. Le Roi du basket (Nothin' But Net)
8. La scie, ça lame ! (Hack Came, Hacksaw, Hack Conquered)
9. Monsieur cool (Tag Along)
10. Une star est née (Rap Off)
11. Jalousie mal placée (My Blues Brother)
12. L'Accord parfait (Blowing Up)
13. Ami amie (Good Press)
14. Tête de l'art (Art of Deception)
15. Les Conseils de Roméo (Loose Lips)
16. La Rançon de la gloire (Hits and Misses)
17. L'Avocat du rap (Peyton's Place)
18. Le Tatouage (Who Let the Dogs Out)
19. Un Miller de plus (Louis... Miller)
20. Le Super Organisateur (Choices)

### Troisième saison (2006)
1. Une étoile est née (Driving Me Crazy)
2. Sécurité à tout prix (The Razor's Edge)
3. Roméo à la fac (Fraternity Ro)
4. Bébé à bord (Baby on Board!)
5. La Peur au ventre (The Mrs. Landers Incident)
6. Le Concours de danse (The Tipping Point)
7. Un petit pois dans la tête (The Shot-put Heard ‘Round the World)
8. Dur d'être célèbre (Price of Fame)
9. Double Rencard (Double Dating)
10. Vocation (Sell Out)
11. Le Champion des dingues (Tee'd Off)
12. En route pour L.A. (1/2) (Ro' Trip Part 1)
13. En route pour L.A. (2/2) (Ro' Trip Part 2)